# Beöthy Pál
Beöthy Pál (Nagymarjapuszta, 1866. június 20. – Budapest, 1921. szeptember 15.) magyar jogász, katona és politikus. 1913–1917 között a képviselőház elnöke.

## Élete
Nemesi család tagjaként született Bihar vármegyében, apja Beöthy Algernon (1839–1900) politikus, országgyűlési képviselő. Tanulmányait Budapesten és Szarvason végezte, ahol jogtudományi doktori oklevelet szerzett.
Beöthy először Bihar vármegye szolgabírója, majd aljegyzője, később főszolgabírója volt. 1910-ben a Nemzeti Munkapárt tagja lett. 1903-tól Bereg vármegye főispánja, majd 1910-től 1918-ig országgyűlési képviselő. 1911-től alelnöke, majd Tisza István után 1913-tól 1917-ig pedig elnöke a Képviselőháznak.
Szolgálatot teljesített a császári és királyi 13., majd az első világháború alatt a magyar királyi 2. honvéd huszárezredben.
1921-ben hunyt el, a Fiumei úti sírkertben helyezték örök nyugalomra.

## Műve
- A járások új beosztása. (Szabadság, 1894).

## Források

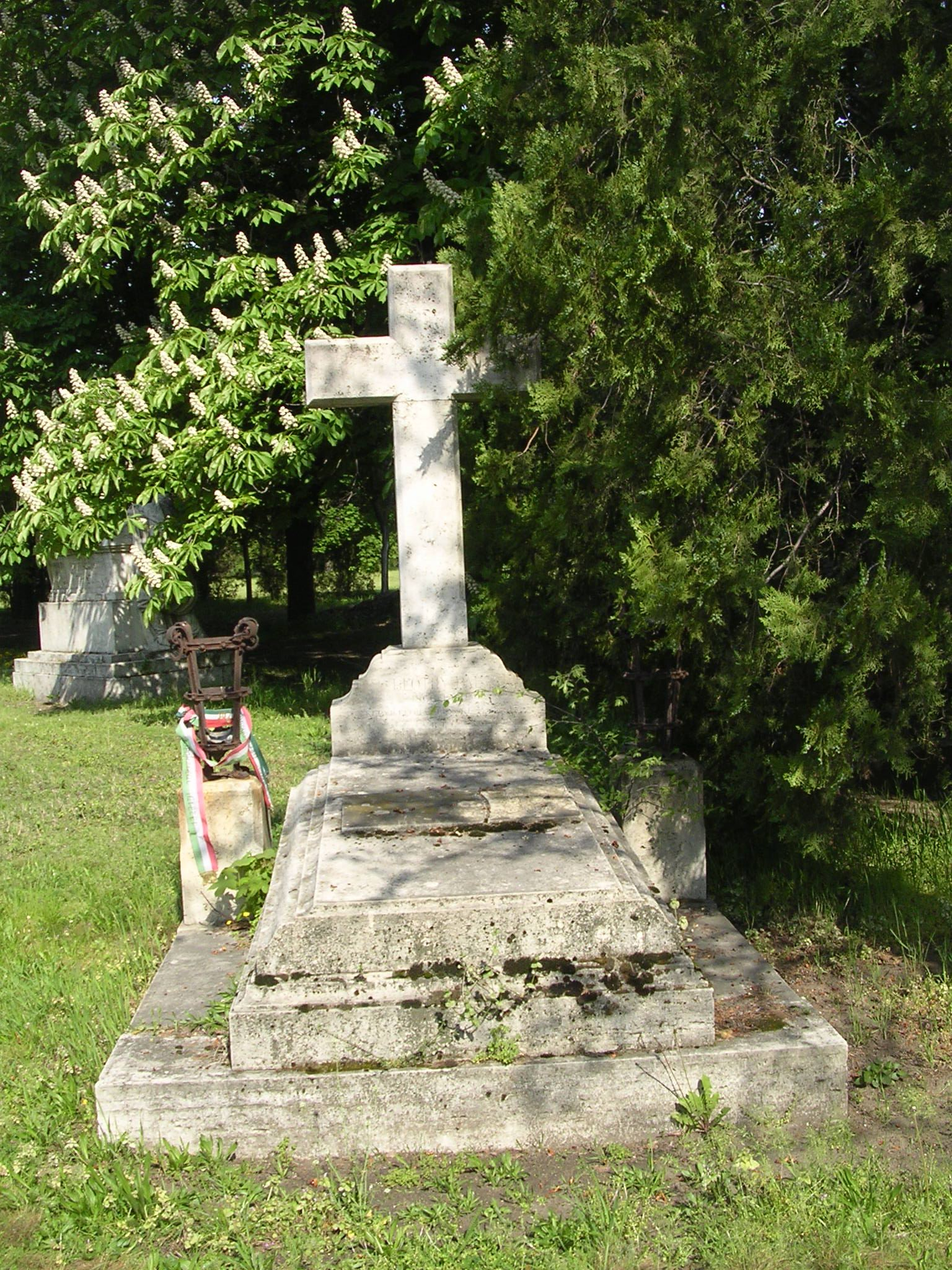
Sírja a Fiumei úti sírkertben (10/1-1-10)